# Харрис, Роберт
Роберт Харрис (англ. Robert Harris, род. 7 марта 1957 года) — английский писатель, сценарист и журналист.

## Биография
Роберт Харрис родился в английском городе Ноттингеме. Окончил Селвин-колледж в Кембридже. Работал журналистом BBC и политическим редактором газет The Observer, The Sunday Times и The Daily Telegraph.
Первоначально писал научно-публицистические книги. Его первым романом стал «Фатерланд» — альтернативная история, в которой Германия победила во Второй мировой войне. Роман стал бестселлером. С тех пор Харрис продолжает писать книги, многие из которых уже успешно экранизированы.
Живёт в Беркшире со своей супругой Джил Хорнби, также писательницей, и четырьмя детьми.

## Романы Харриса
| Год  | Русский перевод | Оригинальное название | Синопсис |
| ---- | --------------- | --------------------- | --- |
| 1992 | Фатерланд       | Fatherland            | 1964 год. Во 2-й мировой победила Германия. Следователь крипо Марш выходит на операцию гестапо по ликвидации участников конференции в Ванзее. |
| 1995 | Энигма          | Enigma                | Английские криптографы расшифровывают код немецких подводных лодок Энигма. Молодой математик Том Джерико выявляет предателя. |
| 1999 | Архангел        | Archangel             | Английский учёный Келсо находит в России дневник Сталина и встречает его сына в северной глуши. |
| 2003 | Помпеи          | Pompeii               | Акварий Марк Аттилий ремонтирует акведук. В романе описывается извержение Везувия. |
| 2006 | Империй         | Imperium              | Беллетризированная биография Цицерона, рассказанная от имени его раба Тирона. Первая книга из объявленной трилогии. |
| 2007 | Призрак         | The Ghost             | Журналист соглашается написать мемуары для отставного британского премьера. Поскольку в ходе работы нанятый автор нечаянно проникает в политические секреты, его жизнь оказывается в опасности. |
| 2009 | Очищение        | Lustrum               | Вторая часть трилогии о Цицероне, начатой в романе «Империй». |
| 2011 | Индекс страха   | The Fear Index        | Алекс Хоффманн, президент хедж-фонда Hoffman Investment Technologies, утром в своем доме подвергается нападению неизвестного. В тот же день он проводит презентацию своего фонда. Однако его гордость, система VIXAL-4, обрабатывающая данные с рынков, внезапно выходит из-под контроля. |
| 2013 | Офицер и шпион  | An Officer and a Spy  | В основе сюжета — получившая широчайшую известность история капитана Альфреда Дрейфу́са, артиллерийского офицера, осуждённого за шпионаж.. |
| 2015 | Диктатор        | Dictator              | Заключительная часть трилогии о Цицероне, начатой в романах «Империй» и «Очищение». |
| 2018 | Конклав         | Conclave              | Умирает Папа Римский. Кардиналы собираются для избрания нового Папы. Однако… |
| 2019 | Второй сон      | The Second Sleep      | 1468 год. Молодой священник Кристофер Фэрфакс приезжает в далекую деревушку в Эксмуре, где хоронят его предшественника. Земля вокруг усеяна древними реликвиями: монетами, кусочками стекла, человеческими костями. Старый пастор собирал эти диковинки. Не стала ли одержимость прошлым причиной его смерти? Фэрфакс намерен докопаться до истины. В течение следующих шести дней все, что он знал: о себе, о вере, об истории своего мира — подвергнется самому жестокому испытанию. |
| 2020 | Фау-2           | V2                    | Триллер о Второй мировой войне, действие которого происходит в ноябре 1944 года, и в котором рассказываются параллельные истории немецкого ученого-ракетчика Фау-2 Руди Графа и британской военнослужащей WAAF, Кей Катон-Уолш.. |
| 2022 | Закон забвения  | Act of Oblivion       | Действие романа происходит в 1660 году и повествует о Ричарде Нейлере из Тайного совета, которому поручено выследить убийц короля Эдварда Уолли и Уильяма Гоффа. |
| 2024 | Пропасть        | Precipice             | Роман рассказывает о молодом офицере британской разведки накануне Первой мировой войны, которому поручено расследовать исчезновение сверхсекретных документов на фоне любовной связи премьер-министра Г. Г. Асквита с Венетией Стэнли. |

## Экранизации
| Год  | Русское название       | Оригинальное название | Режиссёр        | В гл. роли     |
| ---- | ---------------------- | --------------------- | --------------- | -------------- |
| 1994 | Фатерлянд              | Fatherland            | Кристофер Менол | Рутгер Хауэр   |
| 2001 | Энигма                 | Enigma                | Майкл Эптед     | Кейт Уинслет   |
| 2005 | Архангел               | Archangel             | Джон Джонс      | Дэниел Крейг   |
| 2010 | Призрак                | The Ghost Writer      | Роман Полански  | Юэн Макгрегор  |
| 2019 | Офицер и шпион         | J’accuse              | Роман Полански  | Жан Дюжарден   |
| 2021 | Мюнхен. На грани войны | Munich                | Кристиан Швахов | Джереми Айронс |
| 2024 | Конклав                | Conclave              | Эдвард Бергер   | Рэйф Файнс     |